# 歐陽彬
歐陽彬（？—950年），字齊美，衡州衡山人，五代十国时前蜀和後蜀政治人物。
歐陽彬祖上都官至縣吏，而他特別好學、善於辭賦。楚武穆王马殷割據湖南，歐陽彬打算求見马殷時被一名樊姓掌客吏索賄，他不齒其所為，於是將其名紙擲在地上，說：「掌客吏怎可以干涉王侯！我十分痛恨這行為。」之後他潦倒失意在湖南市中，經常亲近歌姬和酒徒。有一位名字叫瑞卿的歌伎仰慕歐陽彬的才華，邀請他到家中；歐陽彬得知瑞卿去年曾在马殷前表演，因此寫下《九州歌》給瑞卿於筵席中當面對马殷演奏，但马殷不為所動。歐陽彬嘆息：「天下分裂時，徒众奴隶都各自奋勇，我怎會淪落如此！」
其後，有圖綱將送到西川，他運用瑞卿送的財物賄賂綱吏，要求擔任船夫，獲得許可，於是到達成都向前蜀後主王衍獻上《萬里朝天賦》；王衍很喜歡，擢升他為翰林學士。乾德年間，歐陽彬答聘回訪後唐，任檢校司空行尚書、兵部侍郎，獲得二國歡心。之後前蜀亡國，王衍命他撰寫《哀帝降表》向後唐投降，然後跟隨後蜀高祖孟知祥。
廣政初年，後蜀後主孟昶拜歐陽彬為嘉州刺史，歐陽彬高興地說：「青山綠水中為二千石俸祿飲酒作詩，可以叫「風月主人」，真好！」不久他進官尚書左丞，出任寧江軍節度使，到䕫州時寫信給楚文昭王馬希範，說明當年他入蜀的因由，並託付其宗族。馬希範收信後十分慚愧，免除歐陽彬親屬的賦役；不論歐陽氏族人有贤德與否，馬希範都以賓禮相待，這些都是歐陽彬的功勞。歐陽彬文雅有風度，寫文詞切入主題且有理據，到廣政十三年（950年）去世。

## 引用
1. ↑  《十国春秋·後蜀·卷53》：歐陽彬，字齊美，衡州衡山人。
2. ↑  《十国春秋·後蜀·卷53》：家世為縣吏，至彬特好學，工於辭賦。
3. ↑  《十国春秋·後蜀·卷53》：楚武穆王之有湖南也，彬以所著詣府求見，掌客吏 按吏為樊姓 索賄始為通。彬耻以私進竟不予，掌客擲名紙於地，曰：安有吏人子欲干謁王侯邪！彬深恨之。
4. ↑  《十国春秋·後蜀·卷53》：因落魄湖南市中，歌姬酒徒無所不狎。有歌伎瑞卿者慕其才，延致于家。瑞卿故歲時供奉武穆王，彬乃作九州歌授之俾當筵而奏，王竟不之問。彬嘆曰：「天下分裂之際，卒徒厮養咸能自奮！我何負而至此乎！」
5. ↑  《十国春秋·後蜀·卷53》：居頃之，西川圖綱將發，得歌伎所分貲求為綱吏僕夫，綱吏許之，遂入成都獻萬里朝天賦，前蜀後主大悅，擢為翰林學士。
6. ↑  《全唐文·卷129·上魏王繼岌箋》：……謹差私署檢校司空、行尚書、兵部侍郎歐陽彬；軍使韓知權等奉箋以聞。
7. ↑  《錦里耆舊傳·卷2》：……帝與太后一時號泣，左右悲哀，帝遂召歐陽彬脩降表。
8. ↑  《十国春秋·後蜀·卷53》：乾德初，答聘唐使，頗能得二國歡心。王氏亡，復歸高祖。
9. ↑  《十国春秋·後蜀·卷53》：廣政初，後主以為嘉州刺史。彬喜曰：青山綠水中為二千石作詩飲酒，稱風月主人，豈不佳哉！
10. ↑  《十国春秋·後蜀·卷53》：累官尚書左丞，出為寧江軍節度使。既至䕫州，寓書楚文昭王，叙疇昔入蜀之由，且以宗族為托。文昭王得書大慙，悉除彬親友賦役，凡士無賢不肖，進謁盡加賓禮，彬之力也。
11. ↑  《十国春秋·後蜀·卷53》：彬雅有風儀，為文詞切而理直，竟以是遇，廣政十三年卒。